# Америчко удружење дискографских кућа
Америчко удружење дискографских кућа (енгл. Recording Industry Association of America, RIAA) је трговачка организација која представља дистрибутере музичке индустрије у Сједињеним Америчким Државама. Чланови организације су дискографске куће и дистрибутери који стварају, производе и дистрибуирају око 85% свих легално продатих музичких албума у САД. Седиште организације је у Вашингтону, главном граду САД.

## Сертификати (RIAA)
Америчко удружење дискографских кућа (Recording Industry Association of America - RIAA) додељује сертификате као признања за комерцијални успех музичких издања. Сертификати се додељују на основу броја продатих копија или броја стримовања песама или албума. RIAA сертификати су једна од најпрестижнијих награда у музичкој индустрији, и деле се у неколико категорија: златни, платинасти, мултиплатинасти и дијамантски.

### Врсте сертификата:
1. Златни сертификат
  - Златни сертификат се додељује када је одређени албум или сингл продао 500,000 копија. Са појавом стриминг платформи, урачуната су и онлајн стримовања – 1500 стримовања се рачуна као једна продата копија.
2. Платинасти сертификат
  - Платинасти сертификат додељује се за милион продатих копија албума или сингла. Као и код златног сертификата, онлајн стриминг је узет у обзир.
3. Мултиплатинасти сертификат
  - Мултиплатинасти сертификат значи да је одређено издање продато у више од милион примерака, а издаје се за сваки милион који је премашен. На пример, албум са два милиона продатих копија добија два мултиплатинаста сертификата.
4. Дијамантски сертификат
  - Дијамантски сертификат је најпрестижнији RIAA сертификат и додељује се за 10 милиона продатих копија албума или сингла.